# Abutilon exstipulare
Abutilon exstipulare là một loài thực vật có hoa trong họ Cẩm quỳ. Loài này được (Cav.) Jacob Cord. mô tả khoa học đầu tiên năm 1895.